# Washingtonův monument
Washingtonův monument je velký bílý obelisk na západním konci National Mall ve Washingtonu, D.C. Jde o jeden z prezidentských památníků ve Spojených státech postavený na počest George Washingtona, prvního prezidenta Spojených států a vůdce revoluční kontinentální armády, která získala nezávislost na britské nadvládě.
Tento památník je postaven z mramoru, žuly a pískovce. Byl navržen Robertem Millsem, význačným americkým architektem čtyřicátých let 19. století. Stavba památníku začala v roce 1848 a byla dokončena 1884, téměř 30 let po architektově smrti. Přerušení způsobil nedostatek prostředků a občanská válka. Rozdílnost v odstínu mramoru (viditelná přibližně od 50 m výše) jasně ohraničuje, kde se v roce 1876 se stavbou navázalo. Všeobecně se považuje za štěstí, že řecká dórská rotunda, kterou Mills plánoval postavit u základny monumentu, nebyla nikdy realizována.
Základní kámen byl položen 4. července 1848, špice byla osazena 6. prosince 1884 a dokončený monument byl slavnostně odhalen 21. února 1885. Oficiálně byl zpřístupněn veřejnosti 9. října 1888. Při otevření byl nejvyšší stavbou na světě se 169 m a zůstal jí až do roku 1889, kdy byla dokončena Eiffelova věž v Paříži, ale nadále zůstává nejvyšší stavbou ve Washingtonu D.C., protože ve Washingtonu nesmí být vyšší stavba než Kapitol a Washingtonův památník.
Odraz Washingtonova monumentu je vidět v přiléhavě pojmenovaném Reflecting Pool, obdélníkovém jezírku, které leží na západ od obelisku ve směru k Lincolnovu památníku.

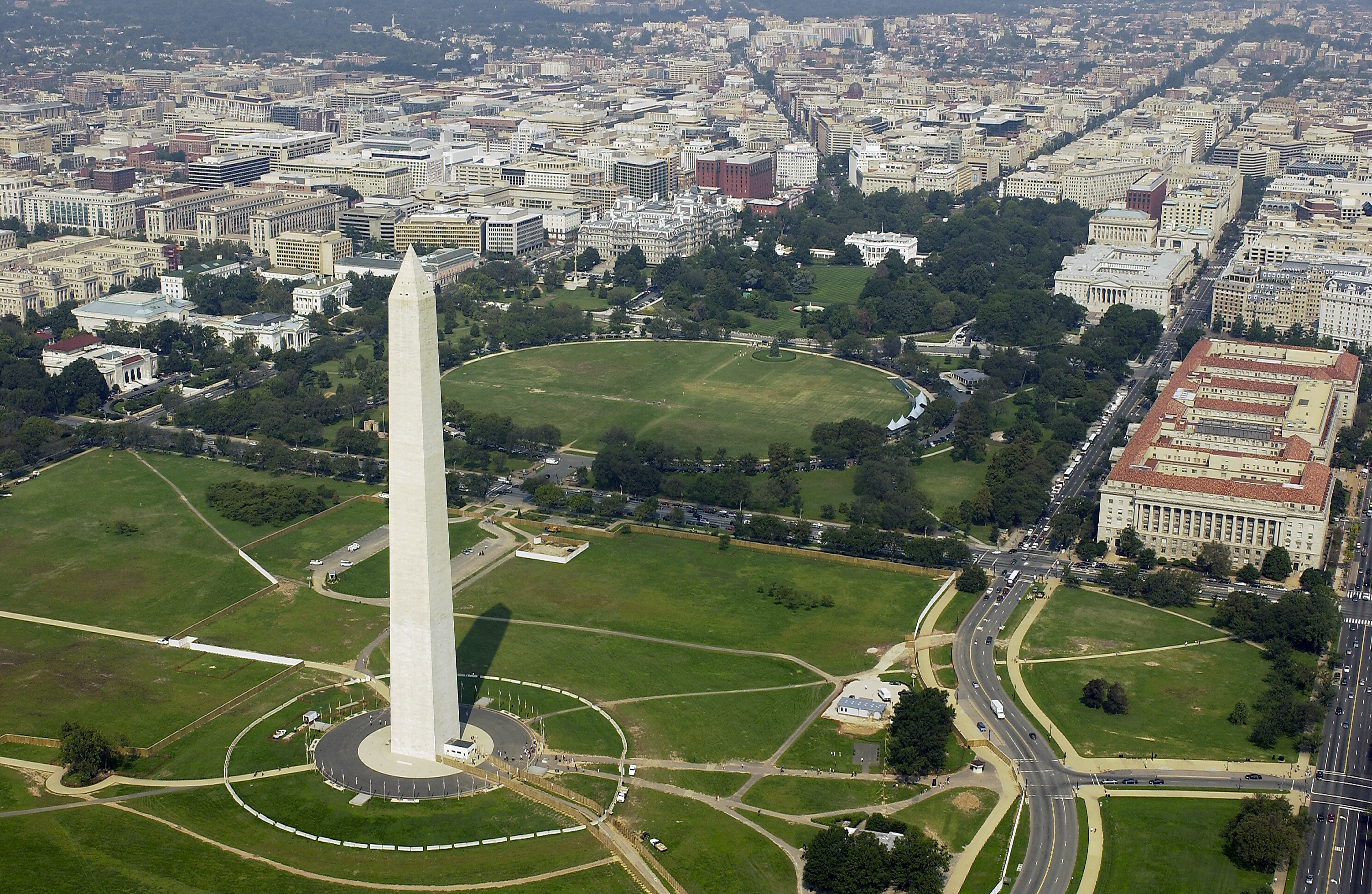
Letecký pohled
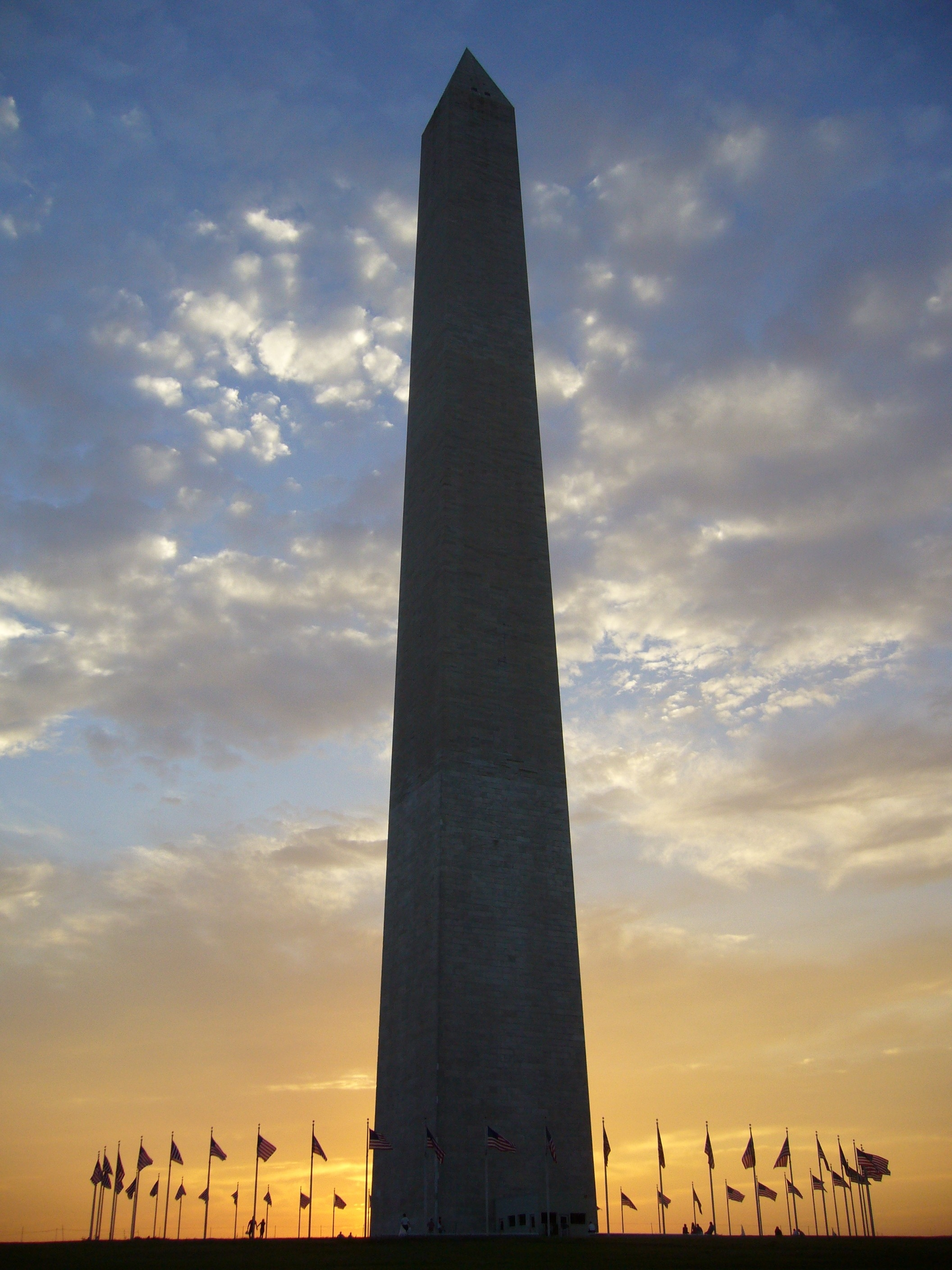
Washingtonův monument